# Lynk & Co 06
Lynk & Co 06 est un crossover sous-compact fabriqué par le constructeur automobile sino-suédois Lynk & Co en tant que version plus petite du Lynk & Co 01. Il était basé sur la même plate-forme que le crossover sous-compact Geely Binyue et a été mis en vente le 7 septembre 2020.,

## Histoire

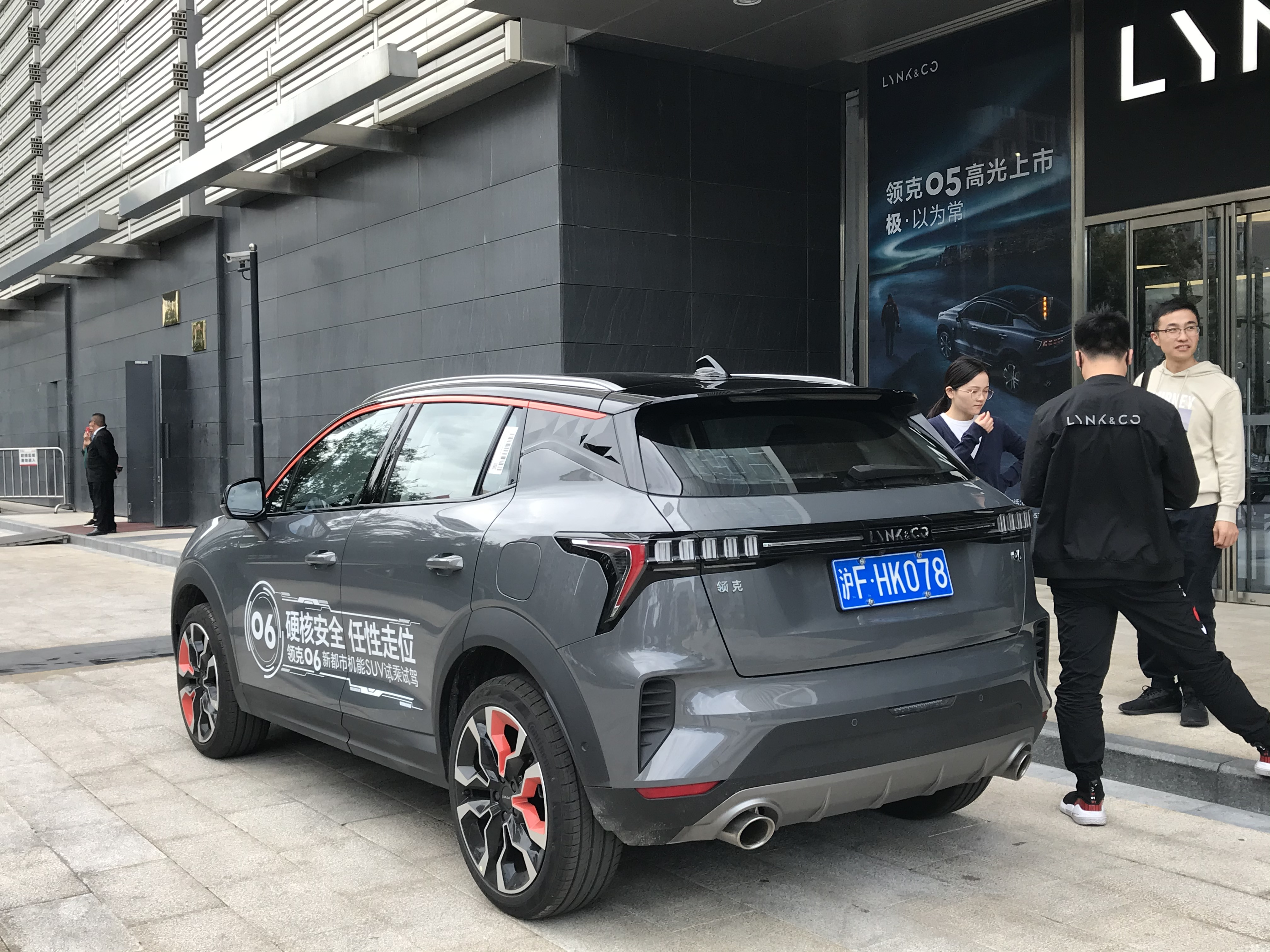
Lynk & Co 06 vue arrière

Le crossover Lynk & Co 06 a été commercialisé en tant que crossover sous-compact et a été positionné sous le Lynk & Co 02. Le Lynk & Co 06 offre deux choix de groupes motopropulseurs, dont un moteur essence et un système hybride rechargeable. Le premier à être lancé est un moteur trois cylindres turbocompressés de 1,5 litre produisant 177 ch (130 kW) et 265 N m de couple, couplé à une boîte de vitesses à double embrayage à sept rapports. Une version hybride rechargeable de 190 ch (139 kW) du Lynk & Co 06 combinant le moteur trois cylindres turbocompressé de 1,5 litre avec un moteur électrique de 80 ch (81 ch) et une batterie suivra.